# Nesuchyně
Nesuchyně (německy Nesuchyn) je obec v okrese Rakovník ve Středočeském kraji. Stojí na březích Nesuchyňského potoka devět kilometrů severozápadně od Rakovníka. Žije zde 461 obyvatel.

## Název
Název vesnice je odvozen od osobního jména a ve významu ves Nesuchova či ves Nesuchého.

## Historie
První písemná zmínka o vesnici pochází z roku 1316 (Ditricus de Nesuchynye). 

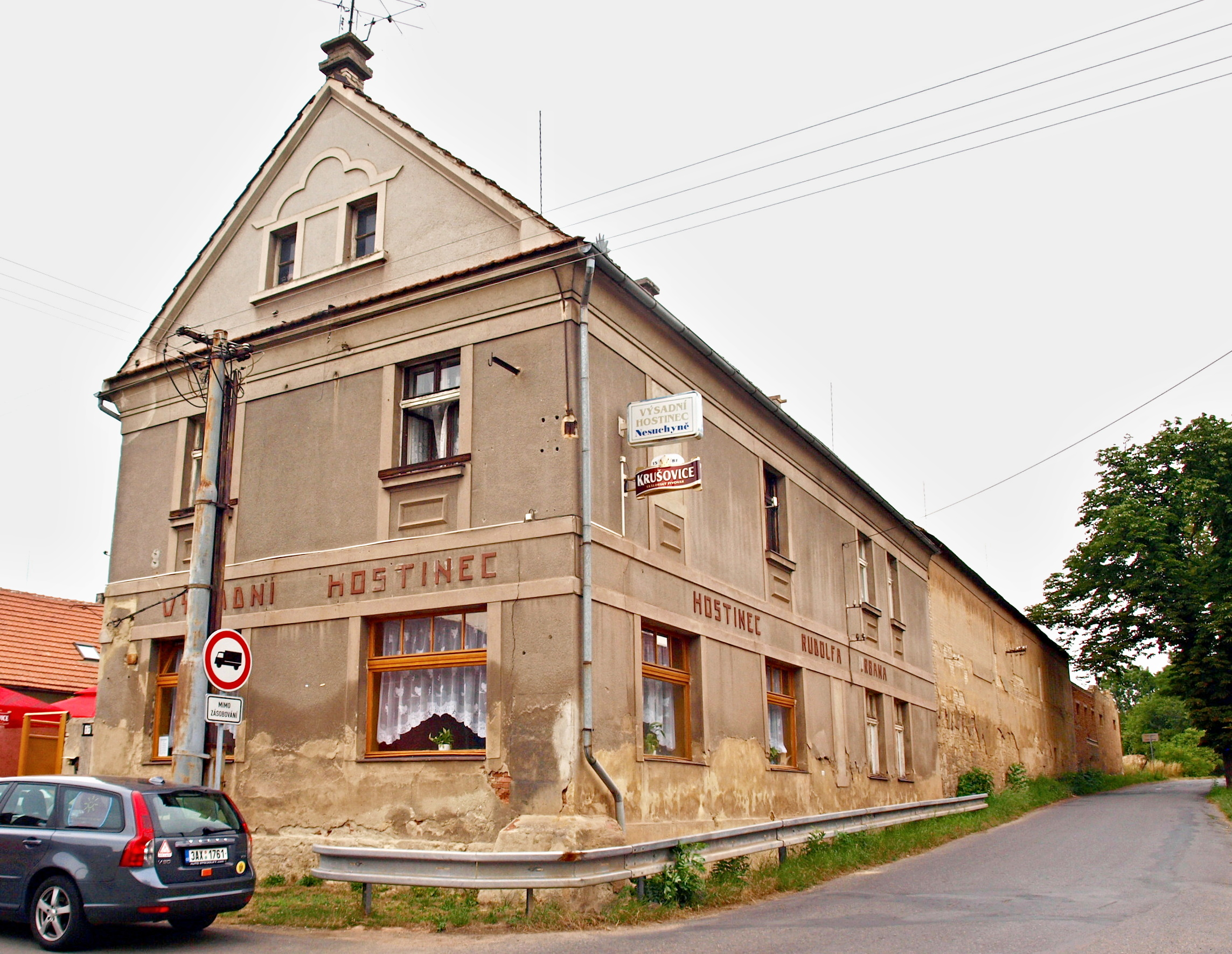
Bývalý výsadní hostinec

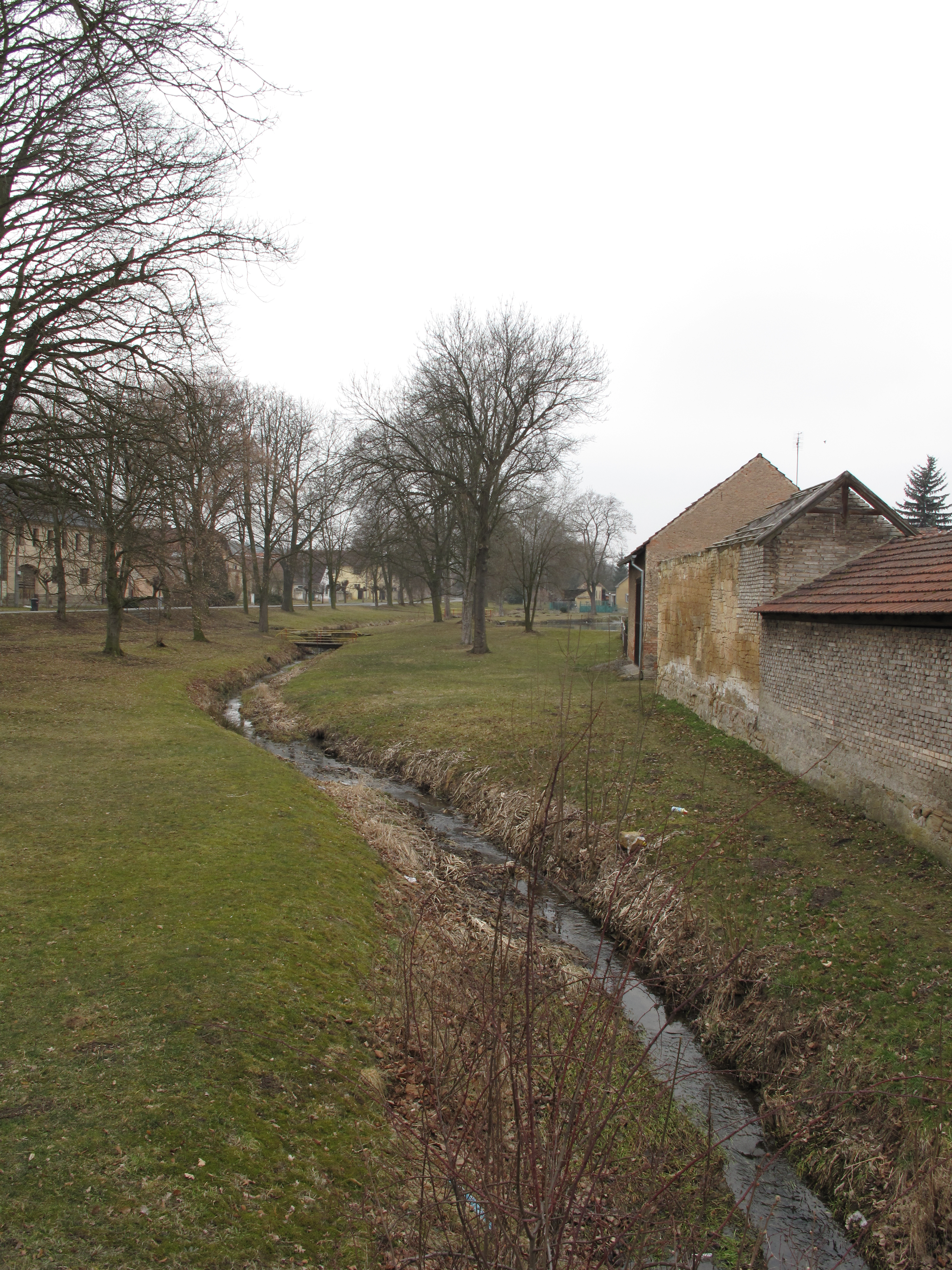
Nesuchyňský potok

V Nesuchyni působí sbor dobrovolných hasičů založený roku 1874.
Ve vsi Nesuchyně (839 obyvatel, poštovna) byly v roce 1932 evidovány tyto živnosti a obchody: bednář, biograf Sokol, 2 cihelny, obchod se dřevem, holič, 5 hostinců, kapelník, kolář, 2 kováři, pekař, obchod s peřím, 16 rolníků, 3 řezníci, sedlář, 3 obchody se smíšeným zbožím, spořitelní a záložní spolek v Nesuchyni, trafika.

### Územněsprávní začlenění
Dějiny územněsprávního začleňování zahrnují období od roku 1850 do současnosti. V chronologickém přehledu je uvedena územně administrativní příslušnost obce v roce, kdy ke změně došlo:
- 1850 země česká, kraj Praha, politický i soudní okres Rakovník[6]
- 1855 země česká, kraj Praha, soudní okres Rakovník
- 1868 země česká, politický i soudní okres Rakovník
- 1939 země česká, Oberlandrat Kladno, politický i soudní okres Rakovník[7]
- 1942 země česká, Oberlandrat Praha, politický i soudní okres Rakovník[8]
- 1945 země česká, správní i soudní okres Rakovník[9]
- 1949 Pražský kraj, okres Rakovník[10]
- 1960 Středočeský kraj, okres Rakovník
- 2003 Středočeský kraj, obec s rozšířenou působností Rakovník

## Pamětihodnosti

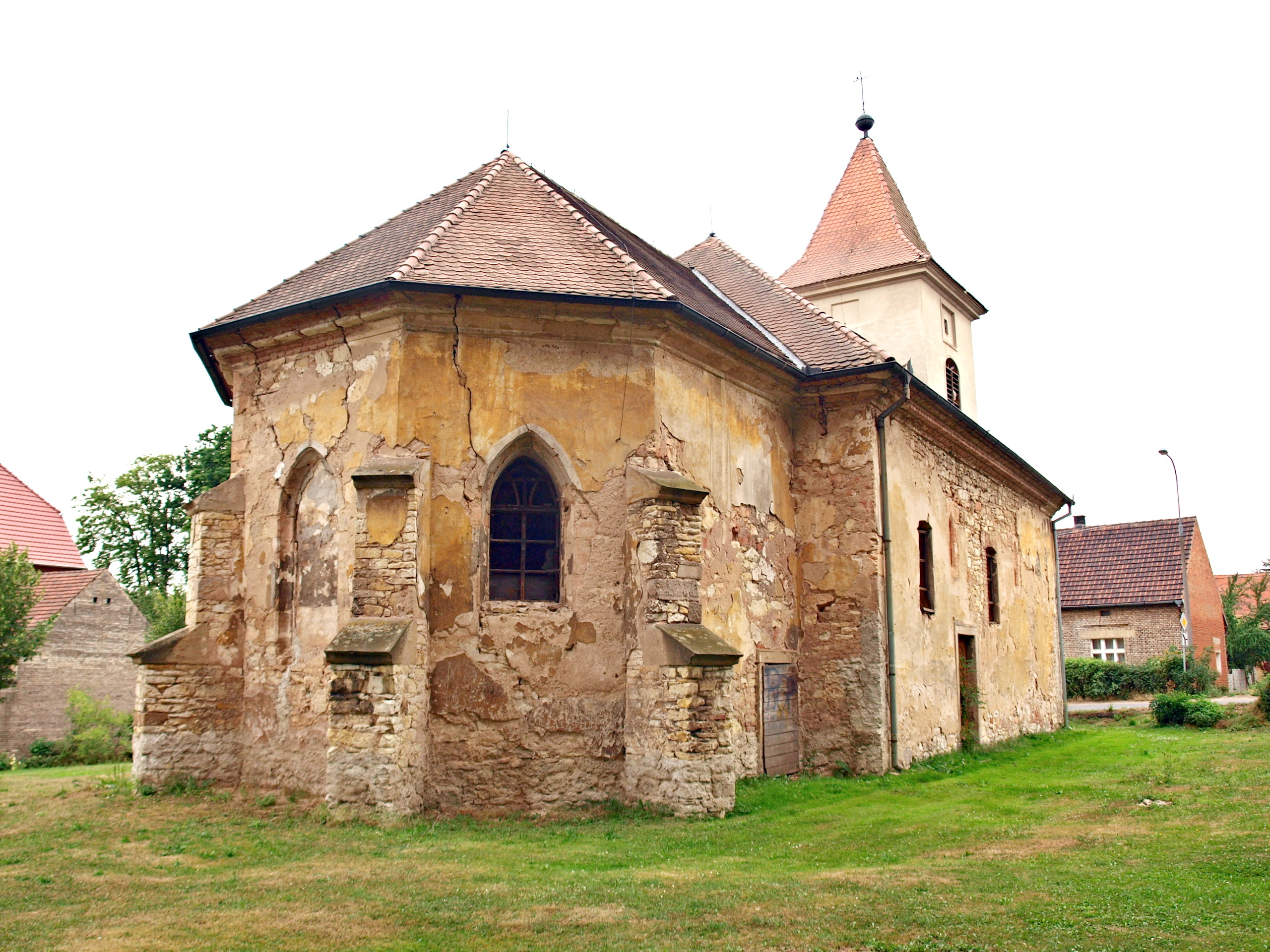
Původně gotický Kostel svaté Markéty

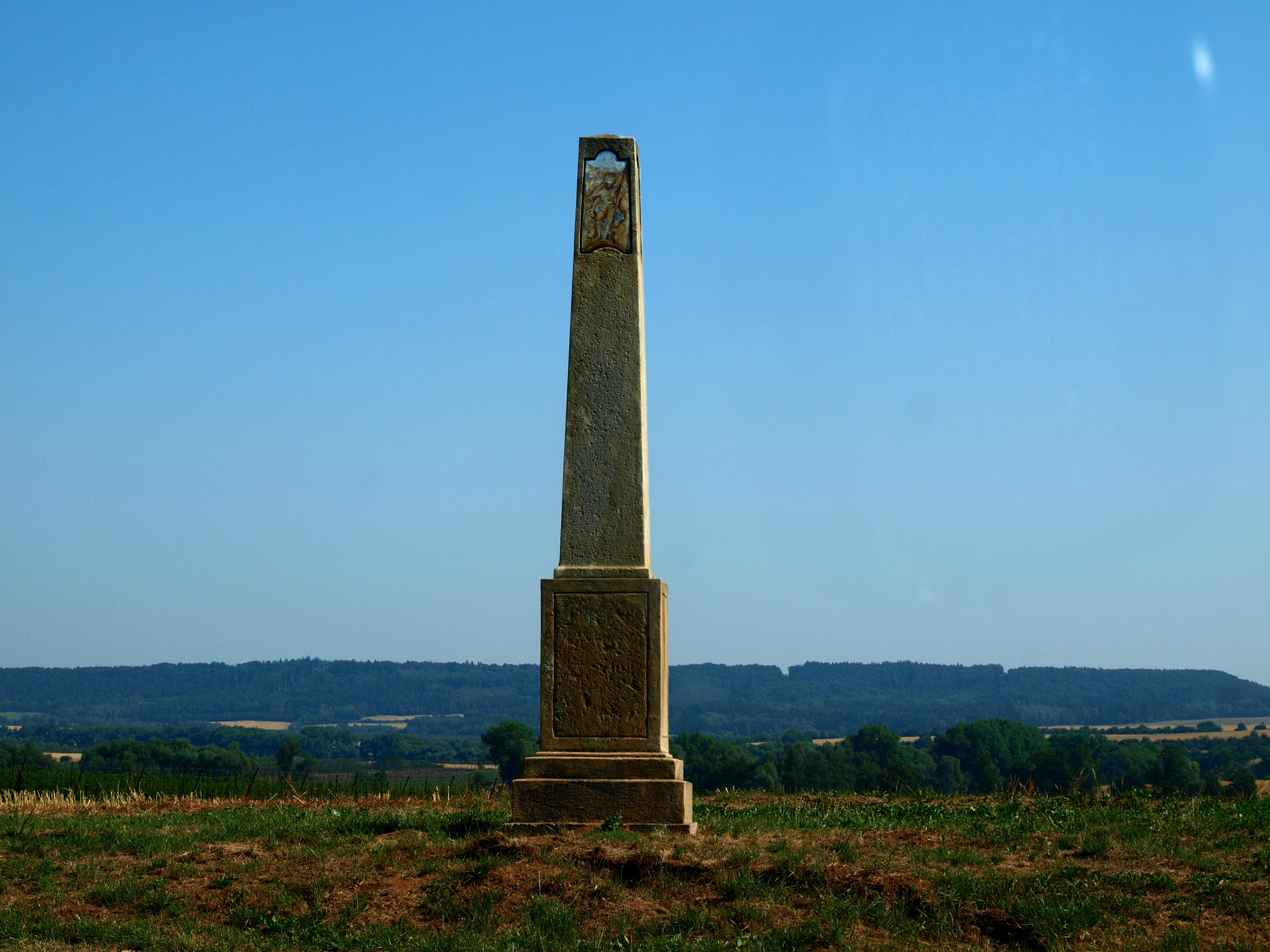
Pomník svatého Vavřince, patrona chmelařů

Na návsi stojí kostel svaté Markéty, původně gotická stavba s barokní věží. Kostel není přístupný a nachází se ve špatném stavu.
Za vesnicí (směrem na Milostín a Mutějovice) se také nachází boží muka s vyobrazením svatého Vavřince.

## Služby
V obci se nachází Hotel Lions, dále se zde nachází dva obchody, sokolovna s hospodou a dobrovolný hasičský sbor.

## Doprava
Do obce vedou silnice III. třídy. Katastrem obce prochází silnice I/6 Praha – Karlovy Vary. Železniční trať ani stanice na území obce nejsou. Nejbližší železniční zastávkou jsou Mutějovice zastávka ve vzdálenosti 1,5 kilometru na trati Lužná u Rakovníka – Chomutov. V roce 2024 obcí projiždějí autobusy směrem do Rakovníka, Žatce a Prahy.

## Osobnosti
Ve vesnici se 17. září 1861 narodil sochař Josef Mágr. Od roku 1889 žil v Lipsku, kde také 18. června 1924 zemřel. Dalším rodákem je Miroslav Kluc, který zde začínal s hokejem.